# Vermin (série télévisée d'animation)
Pour les articles homonymes, voir Vermin (homonymie).
Vermin est une série d'animation pour adultes française, créée et écrite par Alexis Beaumont, Hafid F. Benamar et Balak et qui est diffusée depuis le 9 avril 2018 sur Blackpills, et depuis le 1er février 2020 sur Netflix.  De par la nature de certaines intrigues, le langage employé et la violence de certaines scènes, la série se destine à un public averti, 16 ans ou plus.
C'est la première série produite par le studio d'animation Bobbypills.
Une deuxième et troisième saisons sont prévues depuis 2018. Toutefois, depuis cette annonce, la production est en suspens.

## Synopsis
Mantos est une naïve mante religieuse qui quitte sa ville natale pour réaliser son rêve de rejoindre les forces de police de la grande ville. Ses idéaux seront fortement malmenés par la dureté de la vie en métropole, et notamment par l'hostilité de sa partenaire, la très instable Chemou.

## Fiche technique
- Titre original : Vermin
- Création : Alexis Beaumont, Hafid F. Benamar et Balak
- Réalisation : Alexis Beaumont
- Scénario : Alexis Beaumont, Hafid F. Benamar et Balak, d'après une histoire de Alexis Beaumont et Rémi Godin
- Conception graphique : Alexis Beaumont (personnages), Yoann Hervo (personnages) et Thomas Greffard (décors)
- Musique : Denis Vautrin
- Production : David Alric
- Sociétés de production : Blackpills, Bobbypills
- Société de distribution : Bobbypills
- Pays d'origine :  France
- Langue originale : français
- Format : couleur —  1,77:1
- Genre : comédie policière
- Nombre d'épisodes : 10
- Durée : 9 minutes
- Dates de première diffusion : 9 avril 2018 (sortie mondiale sur Blackpills)

## Distribution

### Voix françaises
- Casey : Chemou
- Julien Crampon : Régis Mantos
- Monsieur Poulpe : Rick
- Gaël Mectoob : Commissaire
- Hafid F. Benamar : Michel

### Voix québécoises
- Hugolin Chevrette : Chemou
- Pierre Chagnon : Régis Mantos
- Daniel Picard : Rick
- Nicholas Savard L'Herbier : Commissaire
- Maxime Desjardins : Michel

## Épisodes

### Saison 1 (2018)
Note : À l'occasion de son arrivée sur Netflix, la série a vu certains titres d'épisodes être modifiés. Ils sont indiqués entre parenthèses à côté du titre original.